# Phlegmariurus phlegmaria
Phlegmariurus phlegmaria är en lummerväxtart som först beskrevs av Carl von Linné, och fick sitt nu gällande namn av Josef Holub. Phlegmariurus phlegmaria ingår i släktet Phlegmariurus och familjen lummerväxter.

## Underarter
Arten delas in i följande underarter:
- P. p. feejeensis
- P. p. longifolius